# 自由葬
自由葬（じゆうそう）とは、葬式の形態のひとつ。日本国内で1990年代ころから言われるようになってきたもので、宗教にとらわれない、宗教色のない葬儀の形で無宗教葬ともいう。葬儀の式次第、お棺、祭壇、食事、献奏(けんそう)など一切を遺族が独自で、あるいは葬儀社と相談して決めることのできる葬儀である。
週刊ダイヤモンドの連載記事「井狩春男の『これは売れる！』」で紹介された。また、小口達也『自由葬』（DANぼ、2002年）といった紹介本も出ている。